# Stabat Mater (Domenico Scarlatti)
Stabat Mater é uma obra para coral do compositor italiano Domenico Scarlatti.  Trata-se de um Stabat Mater composto para dez vozes e baixo contínuo, uma obra grandiosa, de expressão profunda e timbre harmônico.
Composto em Roma para a Cappella Giulia em algum momento, entre 1713 e 1719, a obra provavelmente destinava-se a devoções privadas. O tema principal é carregado de pathos, descrevendo a aflição de Maria ao pé da Cruz. O nome da obra refere-se ao primeiro verso do texto, Stabat Mater dolorosa ("Estava a  Mãe sofrendo"). A segunda metade do texto é uma oração à própria Maria, seguida por uma curta prece a Jesus nas estrofes finais.
A composição divide-se em sete seções em estilos contrastantes, cada qual tendo de uma a seis estrofes de texto. Scarlatti absteve-se de escrever para coro duplo, popular em Roma na época, preferindo usar todas as dez vozes como forças independentes - não raro trazendo as partes solo dispostas contra as texturas ricamente contrapontísticas. As longas frases vocais, passagens imitativas, uso de dissonância para efeito ornamental e melodias cromáticas são, sob vários aspectos, reminiscências do estilo renascentista de Giovanni Pierluigi da Palestrina e da prima pratica, embora haja também óbvias influências mais contemporâneas. Consegue momentos de forte contraste emocional quando o contraponto cromático conduz a sombrias escalas corais ("Quis est homo, qui non fleret") e as austeras dissonâncias solo ("Quis non posset contristari"). São igualmente influências líricas, como no dueto ornamentado em "Inflammatus et accensus" e no tempo fraco fugal "Amen" que encerra a obra.
Curiosamente, foi na mesma época ou, talvez, poucos anos depois, que Alessandro Scarlatti - também trabalhando em Roma - produziu sua própria partitura para o texto do Stabat mater.